# Pangkalan Dodek
Pangkalan Dodek is een bestuurslaag in het regentschap Batu Bara van de provincie Noord-Sumatra, Indonesië. Pangkalan Dodek telt 3719 inwoners (volkstelling 2010).